# El Pedregal de Arriba
El Pedregal de Arriba är en ort i Mexiko.   Den ligger i kommunen Pénjamo och delstaten Guanajuato, i den centrala delen av landet, 290 km väster om huvudstaden Mexico City. El Pedregal de Arriba ligger 1 723 meter över havet och antalet invånare är 676.
Terrängen runt El Pedregal de Arriba är platt åt sydost, men åt nordväst är den kuperad. Runt El Pedregal de Arriba är det ganska tätbefolkat, med 111 invånare per kvadratkilometer. Närmaste större samhälle är Pénjamo, 3,8 km norr om El Pedregal de Arriba. Trakten runt El Pedregal de Arriba består till största delen av jordbruksmark.